# Liste des jeux GameCube-Game Boy Advance reliables
Voici la liste complète des jeux Nintendo GameCube et Game Boy Advance connectables entre eux grâce au câble NGC-GBA.

## Jeux GameCube
| - All-Star Baseball 2004 - Amazing Island - Animal Crossing - Batman: Rise of Sin Tzu - Billy Hatcher and the Giant Egg - Crash Bandicoot: The Wrath of Cortex - Crash Nitro Kart - Dakar 2 - Disney Sports Basketball - Disney Sports: Football - Disney Sports Soccer - Disney Sports Snowboarding - Disney's Magical Mirror Starring Mickey Mouse - FIFA Soccer 2004 - Final Fantasy Crystal Chronicles - Fire Emblem: Path of Radiance - Harry Potter and the Chamber of Secrets - Harry Potter and the Prisoner of Azkaban - Harry Potter: Quidditch World Cup - Harvest Moon: A Wonderful Life - Harvest Moon: Another Wonderful Life |  | - Hot Wheels: Velocity X - Interactive Multi-Game Demo Disc: Version 16 - James Bond 007: Everything or Nothing - The Legend of Zelda: Four Swords Adventures - The Legend of Zelda: The Wind Waker - The Lord of the Rings: The Return of the King - Madden NFL 2003 - Madden NFL 2004 - Mario Golf: Toadstool Tour - Mario Kart: Double Dash!! (Bonus Disc) - Medabots Infinity - Medal of Honor: Rising Sun - Mega Man X: Command Mission - Metroid Prime - NASCAR Thunder 2003 - Nintendo Gamecube Preview Disc - Nintendo Puzzle Collection - Pac-Man Vs. - Phantasy Star Online: Episode I and II - Phantasy Star Online: Episode I and II Plus |  | - Pokémon Box: Ruby and Sapphire - Pokémon Channel - Pokémon Colosseum - Pokémon Colosseum Bonus Disc - Pokémon XD : Le Souffle des Ténèbres - Prince of Persia : les Sables du temps - Rayman 3 - Road Trip: The Arcade Edition - The Sims: Bustin' Out - Sonic Adventure 2 Battle - Sonic Adventure DX Director's Cut - SSX 3 - Star Wars Rogue Squadron III - Rebel Strike - Tiger Woods PGA Tour 2004 - Tom Clancy's Splinter Cell - Tom Clancy's Splinter Cell: Pandora Tomorrow - Tom Clancy's Splinter Cell: Chaos Theory - The Urbz: Sims in the City - Wario World - WarioWare, Inc.: Mega Party Game$ |

## Jeux Game Boy Advance
| - All-Star Baseball 2004 - Batman: Rise of Sin Tzu - Crash Nitro Kart - Disney Sports Basketball - Disney Sports Soccer - Disney Sports Snowboarding - Disney's Magical Quest Starring Mickey and Minnie - FIFA Soccer 2004 - Fire Emblem - Fire Emblem: the Sacred Stones - Harry Potter and the Chamber of Secrets - Harry Potter and the Prisoner of Azkaban - Harry Potter: Quidditch World Cup |  | - Harvest Moon: Friends of Mineral Town - Harvest Moon: More Friends of Mineral Town - Hot Wheels: Velocity X - James Bond 007: Everything or Nothing - Lord of the Rings: Return of the King - Madden NFL 2004 - Mario Golf: Advance Tour - Medabots: Metabee and Rokusho Versions - Medal of Honor: Infiltrator - Metroid: Fusion - Pokémon Emeraude - Pokémon Rouge Feu - Pokémon Vert Feuille |  | - Pokémon Rubis - Pokémon Saphir - Prince of Persia : Les Sables du temps - Rayman 3 - Road Trip: Shifting Gears - The Sims: Bustin' Out - Sonic Advance - Sonic Advance 2 - Sonic Pinball Party - SSX 3 - Tiger Woods PGA Tour 2004 - Tom Clancy's Splinter Cell |